# Severnoe Izmajlovo
Il quartiere Severnoe Izmajlovo (in russo Район Северное Измайлово?, "Izmajlovo settentrionale") è un quartiere di Mosca sito nel Distretto Orientale.
Occupa parte dell'area dell'abitato di Izmajlovo, già noto nel XV secolo, a sua volta derivato dal nome del suo proprietario, un turco di nome Izmajl. Dal XVI secolo diventa proprietà dei boiari della famiglia dei Romanov, che ne fanno una tenuta privata. Successivamente, il nome Izmajlovo fu esteso a tutta l'area a nord e all'est dell'abitato.
Viene incluso nel territorio di Mosca nel 1960 come parte del quartiere Stalininskij - dal 1969 Pervomajskij. Viene istituito nei confini attuali con la riforma amministrativa del 1991.